# シャロン・ロックハート
シャロン・ロックハート （Sharon Lockhart、1964年生まれ）は、主に映像や写真を通じて社会的主題を検討するアメリカのアーティスト。長期的なプロジェクトの一環として、コミュニティと協力して作品を制作することが多い。
1991年にサンフランシスコ・アート・インスティチュートでBFAを、1993年にアートセンター・カレッジ・オブ・デザインでMFAを取得。 ラドクリフフ、 グッゲンハイム、 ロックフェラーのフェローでもある。 彼女の作品は、国際的な映画祭や、世界中の美術館、文化施設、ギャラリー等で広く展示されている。
南カリフォルニア大学ロスキ美術学校准教授 であったが、ロスキでの継続的な行政混乱のカリフォルニア芸術大学での職に就くため、2015年8月に学校を辞任しました。 
カリフォルニア州ロサンゼルス在住。

## 作品

### Goshogaoka Girls Basketball Team（1998）
日本でのレジデンシーで制作された、12枚の写真で構成される作品。 プロのアスリートの宣伝スタイルを模倣しながら、茨城県守谷市御所ケ丘にある中学校の女子バスケットボールチームのイメージに目を向けた。この写真作品は、映像作品「Goshogaoka」と連動して制作された。映像作品では、部員は精巧な（実際には振付師に振り付けられた）練習を実施する。 映像作品ではカメラが全編一箇所に固定されているのに対し、写真作品では視点が常に変化しており、体育館や選手の周りに視覚的な動きを生み出している。

### Teatro Amazonas（1999）
ブラジルのマナウスにある同じ名前の新古典主義のオペラハウスに座る現地の観客の様子が、映画の全編を通して映し出される。劇場前のステージに設置された固定カメラから、合唱団Choral do Amazonasのライブパフォーマンスを聴いている観客を写し、それを未編集のまま扱っている。 カリフォルニアの作曲家ベッキー・アレンが作曲した合唱曲は、ソリッドな和音の塊から始まり、24分かけて徐々に音が小さくなり、それと共に聴衆たちの声が聞こえるようになる。

### NO（2003）
2003年、ロックハートは再度日本に滞在し、地元の農家と一連の作品を制作した。「農の生け花」から着想を得たこの作品では、干し草で畑を覆う2人の農家を描いている。映像全体を通して、彼らは徐々に固定フレームカメラに近づき、最終的には干し草で覆われた農地の奥に戻る。 このプロジェクトには、No-No Ikebanaシリーズの写真作品も含まれる。アーティストは31日間にわたって日本の生け花の芸術に従って配置された植物のライフサイクルを撮影した。

### Duane Hansonシリーズ
2003年の記念碑的な4部構成の写真作品は、生身の人間から型どりしたリアルな彫刻作品で知られるデュアン・ハンソンのLunch Break（1989）のオマージュ。 足場とはしごの間を降りて昼食をとっている3人の建設作業員の彫刻に、さらに美術館で展示作業を行う2人の生身の人間が加わる。 二枚一組の写真作品、 Maja and Elodieでは、ハンソンの実の娘をモデルに制作された、Child with Puzzle（1978）の女の子の像の向かいに生身の女性を配置した。

### Pine Flat（2006）
カリフォルニアのシエラネバダ山脈の田舎の村を背景にした長編16mm映像作品Pine Flat（2006）、ポートレート写真作品Pine Flat Portrait Studio（2005）は、アメリカの田舎に住む子供たちに焦点を当てている。19枚のポートレート写真シリーズのために、ロックハートは近くの納屋に写真スタジオを設置した。 開いたドアから差し込む自然光だけで照らされた部屋の中で、黒の無地の背景とセメントの床の間には何の装飾も施されていない。撮影にあたり、ロックハートはポラロイドを撮影し、あらかじめ被写体である子供たちがどのような写真を撮ってほしいのか話し合った。

### Lunch Break（2008）
建築家のEscher Gunewardenaと共同で設計されたインスタレーションLunch Break（2008）では、メイン州の造船所の労働者たちが昼食をとる、ロッカーが置かれた廊下をワンショットで映し出す。 （11分間の出来事を83分に引き伸ばした） 作曲家Becky Allenと映画監督James Benningとのコラボレーションにより設計されたサウンドトラックは、労働者の声によって生み出された熱狂的なトーンを、工業用サウンドと音楽で織り成している。この作品に付随する写真シリーズLunch Scenes（2008）では、昼休みに会話する労働者を描写している。もう一つの写真シリーズLunch Boxes（2008）では、労働者の弁当箱の静物写真として写し出し、これは所有者の肖像画として機能する。どちらの場合も、労働者は職場に囲まれ、あるいは職場を構成している。

### Podwórka（2009）
この映像作品では、ポーランドのウッチの街の中庭で遊んでいる子供たちを描き出す。一連の映画のタブローの中で、固定フレームカメラを使用して、子供たちが考案した即興のゲームを写すことで、若々しい機知に視覚的な証を形づくる。

### Sharon Lockhart/Noa Eshkol（2011）
2011年からロックハートの一連の作品は、イスラエルのアーティスト、振付家、ダンス理論家のNoa Eshkol（1924-2007）が制作したダンスに基づいている。 ロサンゼルスユダヤ人連盟のテルアビブ-ロサンゼルスパートナーシップが主催する調査旅行で、Eshkolのテキスタイルアーティスト、ダンス作曲家、振付記法のパイオニアとしての仕事を発見したロックハートは、Eshkolが主宰するNoa Eshkol Chamber Dance Groupのダンサー達とのコラボレーションにより「Five Dances and Nine Wall Carpets by Noa Eshkol」と「Four Exercises in Eshkol-Wachman Movement Notation」を制作。

### Rudzienkoおよびポーランドでの継続プロジェクト（2013年 - ）
2013から、Podwórka（2009）の制作中にウッチで知り合った若い女性、ミレーナとのコラボレーションを開始し、一連の作品が制作された。 映像作品Antoine/Milena （2015）では、ミレナがフランソワトリュフォーの「大人は判ってくれない」の象徴的な最後のシーンを再現している。このコラボレーションを通じ、ポーランドのルジエンコにある社会療法のための青少年センターの住人を紹介され、3度の夏を通じて、運動療法士、哲学者、演劇監督、教育者とともに、センターの少女たちと一連のワークショップを実施。このコラボレーションから映画Rudzienko（2016）を制作し、2017年の第67回ベルリン国際映画祭でプレミア上映された。
2017年の第57回ヴェネツィアビエンナーレで、ポーランドの代表として選出される。 ポーランド館では、映像インスタレーション、ルジエンコの居住者とのコラボレーションにより生まれた写真シリーズで構成される、マルチパートの展示を行った。プレゼンテーションには、青少年センターでの一連の新しいワークショップと、 1926年から1939年までポーランドで毎週発行され、ユダヤ人の新聞NaszPrzeglądで配布された新聞マウイ・プルゼグリード （リトル・レビュー）の英語翻訳が挿入された。
所属ギャラリーは neugerriemschneider（ベルリン）とGladstone Gallery（ニューヨーク/ブリュッセル）。 